# Príslop (1032 m)
Príslop – zakończenie wschodniego grzbietu Minčola w Magurze Orawskiej na Słowacji, opadające do przełęczy Sedlo Príslop (808 m). Na słowackiej mapie zaznaczony jest na nim punkt 1032 m, nie jest to jednak szczyt, a tylko załamanie grani – miejsce, w którym łagodny grzbiet zaczyna bardziej stromo opadać do przełęczy.
Príslop jest całkowicie porośnięty lasem. Z jego południowo-wschodnich stoków spływają liczne źródłowe cieki potoku Račibor, z północno-zachodnich potoku Hruštínka. Grzbietem prowadzi szlak turystyki pieszej.

## Szlak turystyczny
odcinek: Minčol – Sedlo Kubínska hoľa – Čierny vrch – Dva pne – Mokradská hoľa – Príslop – Sedlo Príslop – Poľana – Javorová – Čistý Grúň – Prípor – Šubovka – Budín II – Budín – Pod Magurkou – Magurka – Ústie nad Priehradou